# Heinrich von Brunck
Pour les articles homonymes, voir von Brunck.
Heinrich von Brunck (26 mars 1847 à Winterborn, Royaume de Bavière - 4 décembre 1911 à Ludwigshafen, royaume de Bavière) était un chimiste et un homme d'affaires bavarois. Au XXIe siècle, il est surtout connu en tant que directeur de la société chimique allemande BASF.

## Biographie
Il devint directeur de la recherche de BASF en 1884.
Il fut nommé directeur de la société BASF en 1901.
C'est à son initiative que BASF entama un programme de recherche sur la synthèse de la teinture d'indigo. Bien qu'elle ait duré 15 ans, elle fut payante, car BASF devint une importante société chimique.
Il fut fait chevalier en 1905 et s'appela par après Heinrich Ritter von Brunck.
En 1909, il lança un vaste programme d'industrialisation du procédé Haber, lequel fut couronné de succès en 1913. Le procédé Haber-Bosch est devenu au fil des années le plus important moyen de fixer l'azote atmosphérique.